# オッチャーヤンヌイ (駆逐艦・2代)
オッチャーヤンヌイ(ロシア語:Отчаянныйアッチャーヤンヌィイ)は、ソ連・ロシア連邦の駆逐艦(艦隊水雷艇:Эскадренный миноносец)である。艦名は「向こう見ずの」といった意味のロシア語の形容詞である。

## 概要
1975年5月7日、956 「サルィーチ」設計艦隊水雷艇の2番艦となる工場番号第862号艦がソ連海軍に登録された。この艦は、1977年3月4日にレニングラート(現サンクトペテルブルク)の第190造船工場(A・A・ジュダーノフ記念工場、現セーヴェルナヤ・ヴェールフィ)で起工、オッチャーヤンヌイと命名された。1980年3月29日には進水、1982年9月30日には竣工し、11月24日には赤旗受賞北方艦隊に配備された。
1985年5月2日から5月6日にかけて、アルジェリアを訪問した。1992年6月26日には、ムールマンスクでオーバーホールが開始された。しかし、ソビエト連邦の崩壊とその後のロシア連邦の不況の影響を直接に受け、オーバーホール作業が完了せぬまま予備役に入れられた。最終的に現役復帰は諦められ、1998年には海軍より除籍された。その後、2003年6月にムールマンスクにて解体された。